# أبوري (أسطورة)
أبوري (بالإنجليزية: Abore)‏ هو بطل أسطوري في أساطير الهنود في أمريكا الجنوبية.

## السيرة البطولية
تقول السيرة إن المرأة الضفدع الشريرة المسماة ووتا Wowta، جعلت من أبوري عبدا لها عندما كان ولدا صغيرا، لكن عندما أصبح شابا أرادت أن تتزوجه، فأغراها أبوري حتی سارت معه إلى تجويف في شجرة كان قد ملأه من عسل النحل، وهو الغذاء المفضل عند هذه المرأة الشريرة - ولهذا فعندما شاهدت العسل اندفعت نحوه، فانغمست فيه والتصقت بتجويف الشجرة، عندئذ فر أبوري في زورق إلى بلاد الرجل الأبيض، الذي علمه فنون الحضارة، وأخيرا تخلصت ووتا من الشجرة بأن حولت نفسها إلى ضفدع صغير.